# Xylotrechus carenifrons
Xylotrechus (Xylotrechus) carenifrons – gatunek chrząszcza z rodziny kózkowatych i podrodziny kózkowych (Cerambycinae).
Gatunek ten został opisany w 1841 roku przez Francis de Laporte'a i Hippolyte'a Louisa Gory'ego jako Clytus carenifrons. Do rodzaju Xylotrechus przeniesiony został przez Auguste'a Chevrolata w 1863 roku.
Wśród znanych roślin żywicielskich larw tego chrząszcza wymienia się Chloroxylon swietenia, Eugenia sp. i teczynę wyniosłą (Tectona grandis).
Owad ten jest endemiczny dla Sri Lanki. Podawany był ogólnie z Cejlonu oraz z Lahugali w dystrykcie Amparai.